# Mont Akiha
Le mont Akiha (秋葉山, Akiha-san) se trouve dans l'arrondissement Tenryū-ku de la ville d'Hamamatsu (dans l'ancienne ville d'Haruno), préfecture de Shizuoka au Japon. Il s'agit d'un sommet sur un éperon sud des monts Akaishi.
Culminant à 866 m d'altitude, le mont Akiha abrite l'Akihasan Hongū Akiha-jinja, dédié à un kami du feu. La croyance dans les kamis d'Akiha comme protecteurs contre les incendies se répand au cours de l'époque d'Edo de l'histoire du Japon, conduisant à la popularité des pèlerinages qui gravissent cette montagne.

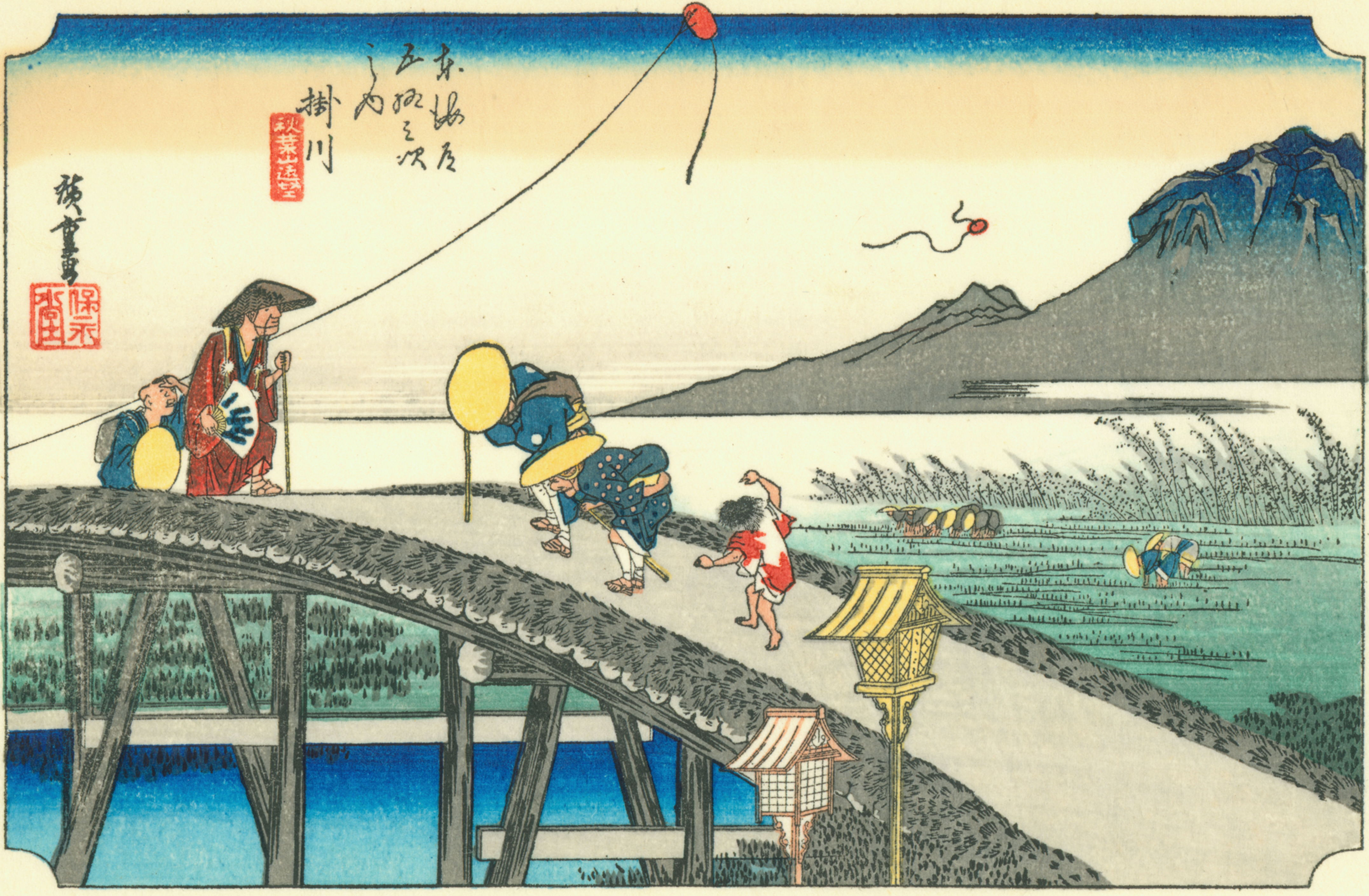
Le mont Akiha apparaît en arrière-plan de cette gravure sur bois (1832) par le peintre Hiroshige, partie de sa célèbre série Les Cinquante-trois Stations du Tōkaidō.